# Sabine Vergoz-Thirel
Pour les articles homonymes, voir Vergoz.
Sabine Thirel est une femme de lettres et artiste-peintre française née en 1956 à Sainte-Marie, sur l'île de La Réunion. Elle est notamment l'autrice de deux romans, de contes et de plusieurs scénarios de bande dessinée, parmi lesquels ceux de la série Long Ben, Jaya Engagée indienne et Le mousse de la Méduse.

## Publications

### Romans
- Cadet de famille, Éditions Orphie, 2005 –  (ISBN 978-2877632713).
- Noir café, Éditions Orphie, 2008 –  (ISBN 978-2877634168).

### Scénarios de bande dessinée
- Long Ben : Cap au Sud, Dessin et couleur Olivier Giraud, Éditions Orphie, 2009 –  (ISBN 978-2877635004).
- Long Ben : Île Bourbon, Dessin et couleur Olivier Giraud, Éditions Orphie, 2011 –  (ISBN 978-2877636537).
- Jaya, Engagée indienne, Dessin Darshan Fernando, Des Bulles dans l'Océan, 2011  (ISBN 978-2919069101).
- Le Mousse de la Méduse, Dessin Adriano Fruch, Des Bulles dans l'Océan, 2018 (ISBN 978-2919069491).

Contes :
- Zidor l'Endormi et le Kayamb Magique, illustrations Sébastien Gannat, Éditions Orphie, 2013 -   (ISBN 978-2877639026)
- Le Crapaud qui se trouvait beau, illustrations Eddo, Éditions Orphie, 2016 -  (ISBN 979-1029801235)
- Zidor l'Endormi et le réveil du Volcan, illustrations Sébastien Gannat, Éditions Orphie, 2021